# Чад
Чад (фр. Tchad, араб. تشاد), офіційна назва Респу́бліка Чад (фр. La République du Tchad) — країна на півночі центру Африки, яка межує на півночі з Лівією, сході із Суданом, півдні з Центральноафриканською Республікою і на заході з Камеруном, Нігерією і Нігером; столиця Нджамена (раніше Порт-Ламі).
Рельєф: гори на північному заході, савана і частина пустелі Сахара на півночі; річки на півдні течуть на північний захід до озера Чад.
Голова держави — Магамет Ідріс Дебі Ітно з 2021 року. Політична система — президентська республіка.
Головні експортні товари: бавовна, м'ясо, шкіри, домашня худоба, нафта. Кухня Чаду не сильно відрізняється від кухонь інших країн цього регіону. Основа страв — це зернові та м'ясо. П'ють тут каркаде — чай з квітів гібіскуса.

## Природа

### Рельєф

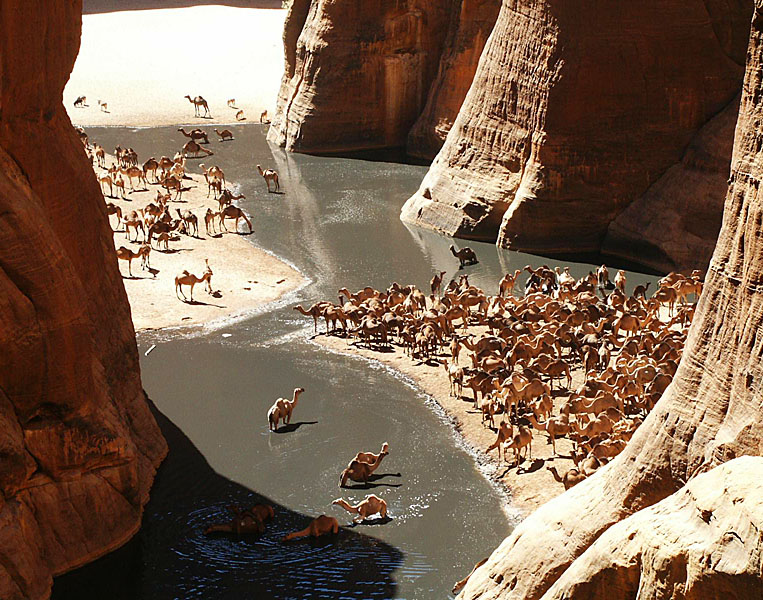
Еннеді

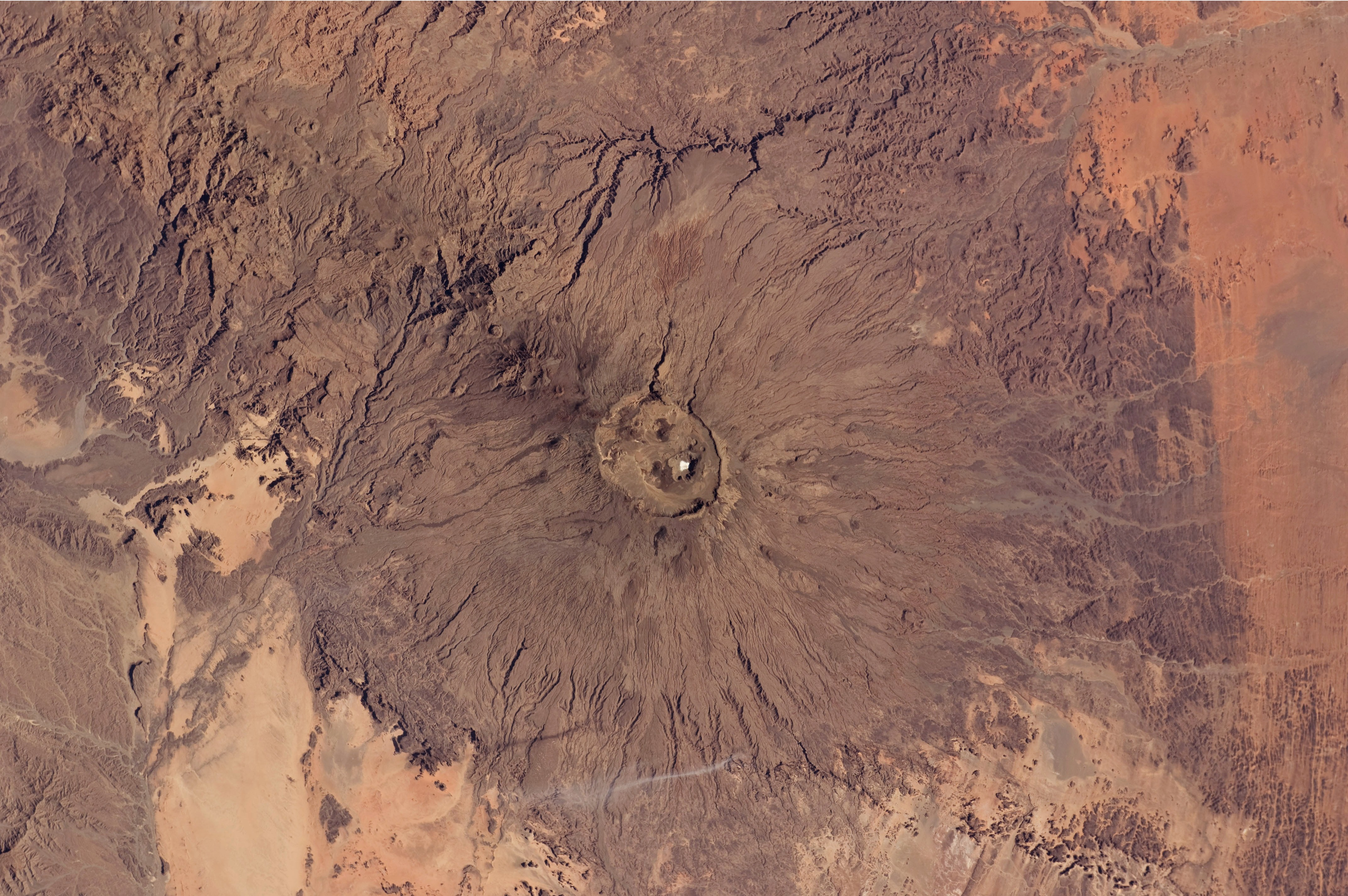
Емі-Кусі

Велику частину території займають рівнини і плато, які чергуються з плоскими западинами. Північна частина території країни вкрита кам'янистими й піщаними пустелями з нечисленними оазами. На північному заході розташоване нагір'я Тібесті з найвищою точкою країни — вулканом Емі-Кусі (3415 м). На півдні напівпустелі й савани. У південних і південно-східних районах великі площі вкривають болота. Майже неживі, випалені сонцем схили нагір'я складені метаморфічними породами докембрійського фундамента, сильно розчленованими конусами вулканів, ущелинами й тимчасовими водотоками. Найвища точка країни — сплячий вулкан Емі-Кусі (3415 м), який лежить у північній частині нагір'я. На його вершині розташований кратер діаметром 15 км і глибиною приблизно 700 м, із висохлим озером на дні. У західній частині нагір'я височить декілька діючих вулканів, найвищий з яких — Тусіде (3265 м), виверження відбувається досить регулярно. Міжгірні райони рясніють солончаками і кам'янистими пустелями, серед яких можна знайти чимало тектонічних западин (Шиєде, Айн-Галакка, Текро, Егрі, Брульку тощо), вкритих тими-таки солончаками. Тут же розташована й найнижча точка країни — депресія Джураб (160 м).
У північно-східній частині Чаду підносяться плато Ерді (1115 м) і Еннеді (1450 м), у центрі — масив Вадаї з горою Гера (1790 м), а на сході — гірська місцевість Уаддан (до 1340 м). Рідкісні людські поселення тут зазвичай представлені стоянками кочівників, а рослинний і тваринний світи здебільшого бідні.

### Клімат
Клімат північної частини Чаду тропічний пустельний. Середньомісячні температури коливаються від 15°С у січні до 30°С у липні (абсолютний максимум 50°С). В окремі дні добові амплітуди температур сягають 30—40°. Взимку вночі часто бувають заморозки, особливо на височинах. Опади випадають нерегулярно, не більше 100—250 мм/рік, місцями менше 50 мм. Часто відбуваються піщані бурі.
Клімат південної частини Чаду екваторіально-мусонний, з сухим зимовим і дощовим літнім сезонами. Річні і добові амплітуди температур значно менші, ніж на півночі. Температури найхолоднішого місяця  становлять 21°С, найтеплішого — 33°С. Річна кількість опадів з півночі на південь зростає з 250 мм до 1000 мм і більше.

### Гідрографія

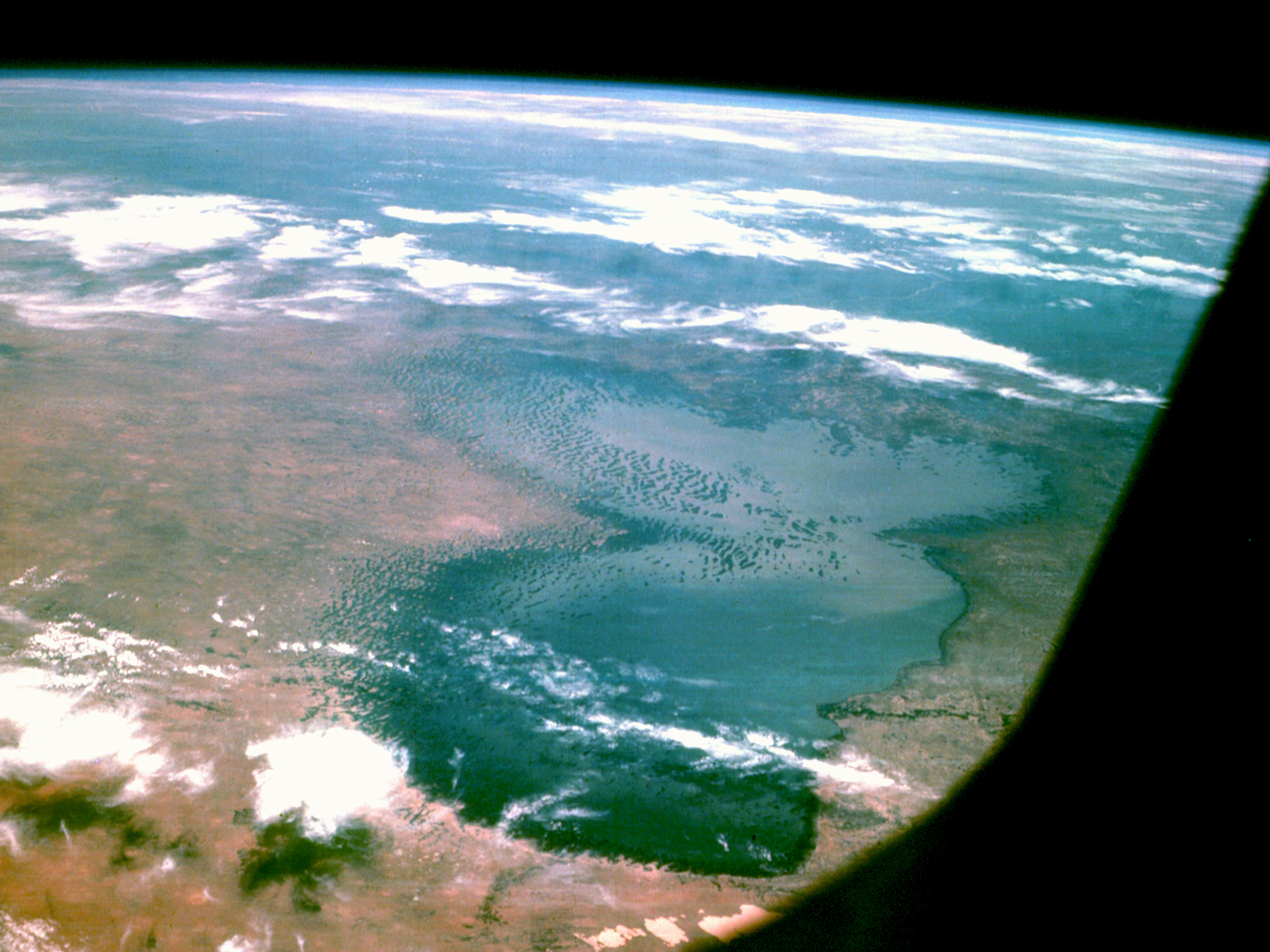
Озеро Чад

Річок у країні мало. Майже всі вони, крім річок Шарі і Логон, є сухими руслами — ваді, що наповнюються водою тільки в період дощів. Густа мережа річок (Батха, Логон, Майо-Кебі, Мбере, Шарі тощо) характерна для південних регіонів, у північних регіонах річок немає. Є судноплавні річки — Шарі (головна водна артерія країни) і Логон. Великі озера — Іро, Фітрі та прісноводне о. Чад (4-е за величиною в Африці). У сухий період року (жовтень-липень) у північних районах віє харматан — розжарений північно-східний вітер, що приносить багато пилу й різко погіршує видимість.
Озеро Чад — найбільше водоймище Центральної Африки і єдине постійне джерело прісної води для всієї країни. Колись площа водного дзеркала становила близько 25 000 км², однак через посухи, що регулярно вражають цей регіон, а також через колосальний водозабір для потреб населення, його площа за останні 10 років скоротилася майже в 5 разів (хоча регулярні підйоми рівня води і її майже повне зникнення відзначалися вченими щонайменше 8 разів за останнє тисячоліття). Навколо озера тягнеться череда густих лісів, а на південь і південний схід — смуга заболочених прирічкових областей, які служать притулком для 120 видів риб і 200 різновидів птахів.

## Недавня історія
До дев'ятнадцятого століття на території Чаду існували держави Канем-Борну, Вадай та інші. Наприкінці XIX — на початку XX стт. перетворився на колонію Франції. Незалежність від Франції здобута в 1960 р., у 1975 р. відбувся військовий переворот, уряд пішов у вигнання через жорстоку опозицію Чадського національного фронту визволення, який підтримувала Лівія. Протидія продовжувалася між частинами, підтримуваними Лівією, з одного боку, а Францією — з іншого, до 1987 р. Дипломатичні відносини з Лівією цілковито відновлені в 1988. Нова конституція ухвалена в 1990 р.
За даними рейтингу «Неспроможних держав» на 2013 рік, Чад посідає в ньому п'яте місце.

## Населення
Населення складає 10 мільйонів осіб, етнічний склад якого представляють: багірмі, загава, тубу, хауса, араби тощо; мови: французька, арабська (обидві державні), більш як 100 африканських діалектів; 50 % населення визнає місцеві традиційні вірування, 40 % іслам, більшість решти — християни.

### Релігія
Чад — релігійно різноманітна країна. За оцінками дослідницького центру П'ю у 2010 році, 55,7 % населення були мусульманами, у той час як 22,5 % були католиками і ще 17,6 % були протестантами. Серед мусульман 48 % заявили, що вони суніти, 21 % шиїти, 4 % ахмаді і 23 % просто мусульмани. Більшість мусульман в країні є прихильниками суфізму, помірної гілки містичного ісламу (55 % належить до суфійських орденів). Невелика частина населення дотримується традиційних африканських вірувань (анімалізм, фетишизм, культ предків, сил природи тощо; особливо розвинений фетишизм).
Християнство принесли в Чад французькі і американські місіонери. Як і у випадку з чадським ісламом, християнство ввібрало в себе деякі риси дохристиянських релігійних вірувань. Мусульмани переважно зосереджені в північному і східному Чаді, анімісти і християни живуть переважно в південному Чаді і Гері. За конституцією Чад є світською державою і гарантує свободу віросповідання; різні релігійні громади зазвичай співіснують без проблем.
Католики становлять найбільшу християнську конфесію в країні. Більшість протестантів, включаючи нігерійську «Каплицю переможців», пов'язані з різними євангельськими християнськими групами. Члени релігійних громад Бахаї і Свідків Єгови також присутні в країні.
У Чаді проживають іноземні місіонери, що представляють як християнські, так і ісламські групи. Країну також відвідують мандрівні мусульманські проповідники, переважно з Судану, Саудівської Аравії та Пакистану. Саудівська Аравія зазвичай підтримує соціальні та освітні проекти і фінансує масштабне будівництво мечетей.

### Мови
Офіційними мовами бізнесу у Чаді є французька та арабська, але в країні присутні більш ніж 100 мов і діалектів. Через важливу роль, яку відіграють мандрівні арабські торговці і купці, що оселилися в місцевих громадах, арабська Чаду стала лінгва-франка.

## Адміністративний поділ
Країна розділена на 22 регіони.
| №  | Регіони            | Адм. центр | Площа, км² | Населення, (2009) |
| -- | ------------------ | ---------- | ---------- | ----------------- |
| 1  | Батха              | Аті        | 88 000     | 527 031           |
| 2  | Шарі-Багірмі       | Масенья    | 46 000     | 621 785           |
| 3  | Хаджер-Ламіс       | Масакорі   | 29 000     | 562 957           |
| 4  | Ваді-Фіра          | Більтин    | 51 000     | 494 933           |
| 5  | Бахр-ель-Газаль    | Мусоро     | 53 000     | 260 865           |
| 6  | Борку              | Фая-Ларжо  | 241 000    | 97 251            |
| 7  | Еннеді             | Фада       | 211 000    | 173 606           |
| 8  | Гера               | Монго      | 62 000     | 553 795           |
| 9  | Канем              | Мао        | 75 000     | 354 603           |
| 10 | Лак                | Бол        | 23 000     | 451 369           |
| 11 | Західний Логон     | Мунду      | 9 000      | 683 293           |
| 12 | Східний Логон      | Доба       | 24 000     | 796 453           |
| 13 | Мандуль            | Кумра      | 17 000     | 637 086           |
| 14 | Східний Майо-Кебі  | Бонгор     | 19 000     | 769 198           |
| 15 | Західний Майо-Кебі | Пала       | 14 000     | 569 087           |
| 16 | Середнє Шарі       | Сарх       | 41 000     | 598 284           |
| 17 | Вадаї              | Абеше      | 30 000     | 731 679           |
| 18 | Саламат            | Ам-Тіман   | 66 000     | 308 605           |
| 19 | Сила (Дар-Сила)    | Гоз-Бейда  | 37 000     | 289 776           |
| 20 | Танджиле           | Лаї        | 17 000     | 682 817           |
| 21 | Тібесті            | Бардаї     | 130 000    | 21 970            |
| 22 | Нджамена           | Нджамена   | 1 000      | 993 492           |
|    | Всього             |            | 1 284 000  | 11 175 915        |

Найбільші міста (дані на 2010 рік):
- Нджамена (792 440 осіб)
- Мунду (148 544 особи)
- Сарх (112 674 особи)
- Абеше (81 530 осіб).

## Економіка

### Корисні копалини
Алюміній, берил, боксити, вольфрам, глина, залізо, золото, вапняк, каолін (глина), каустична сода, мідь, нафта, олово, кухонна сіль, природний газ та уран.

### Сільське господарство
Основна галузь економіки, що забезпечує до 70 % валютних надходжень. Частка аграрного сектора в ВВП — 32,4 %, в ньому працює 80 % населення (2004). Обробляються 2,86 % земель (2001). Основні експортні культури — бавовник й арахіс. Вирощують також бобові, кунжут (сезам), кукурудзу, манго, маніок їстівний, овочі, просо, пшеницю, рис, цукрову тростину, сорго, таро, фініки і ямс. Виробляється гуміарабік (смола акації) — сировина для харчової, текстильної і фармацевтичної промисловості. Тваринництво (розведення верблюдів, кіз, великої рогатої худоби, коней, овець, віслюків і свиней) є традиційним заняттям 40 % населення. Природні пасовища вкривають площу близько 49 млн га. За поголів'ям худоби Чад посідає 1-е місце в Центральній Африці. Шкоди сільському господарству завдають часті посухи, нашестя сарани і муха цеце. Розвивається рибальство, щорічний вилов риби (коропа, окуня, сома та ін.) становить близько 90 тисяч тонн.

### Промисловість
Частка у ВВП — 18,8 % (2004). Розвивається гірничодобувна промисловість: видобуток нафти, каустичної солі (натрон), золота, вапняку і глини. З 1993 розробляється нафтове родовище Доба, видобувається близько 225 тис. барелів нафти на добу (за оцінками, запасів нафти вистачить на 25-30 років). Обробна промисловість представлена переважно підприємствами з переробки сільськогосподарської продукції (бавовноочисні фабрики, цукрорафінадний завод, маслоробні, борошномельні, м'ясопереробні, пивоварні заводи, тютюнова фабрика). Розвивається текстильна, хімічна промисловість (2 парфумерні фабрики і підприємство з виготовлення пластмасового взуття), металообробка, виробництво будівельних матеріалів, працює завод із складання велосипедів. Розвинене кустарне виробництво, в тому числі сільськогосподарських знарядь.

### Транспорт
Гостро стоїть проблема розвитку транспортної мережі і вантажоперевезень. Залізниць немає, основний вид транспорту — автомобільний. Більша частина доріг придатна для експлуатації тільки в сухий період року (жовтень-липень) і потребує капітального ремонту. Довжина автомобільних доріг становить близько 40 тис. км (з твердим покриттям — 412 км доріг) станом на 1999. Допомогу в будівництві шосейних доріг надає Євросоюз. У сільській місцевості для перевезень використовуються верблюди й осли. Довжина водних шляхів — 2 тис. км (2003). Налічується 50 аеропортів і злітно-посадочних майданчиків (7 з них мають тверде покриття) (2004). У столиці розташований міжнародний аеропорт, який обслуговує рейси до сусідніх африканських країн та Франції. З 2003 р. діє нафтопровід Чад-Камерун (1050 км).

## Членство в міжнародних організаціях
Член ООН з 1960 року, Організації Африканської Єдності (ОАЄ) з 1963 року, а з 2002 р. її наступника — Африканського Союзу (АС), Руху неприєднання, Міжнародної організації Франкофонії (МОФ), Економічного співтовариства держав Центральної Африки (КЕЕАК) з 1983 року, Економічного і валютного співтовариства Центральної Африки (КЕМАК) з 1999 року, Співтовариства держав Сахеля і Сахари з 1997 року.

### Відносини з Україною
Дипломатичні відносини з Україною встановлено 27 липня 1993 року.